# Maliattha chionozona
Maliattha chionozona là một loài bướm đêm trong họ Noctuidae.